# 林氏茜草
林氏茜草（学名：Rubia linii）为茜草科茜草屬下的一个种。

## 扩展阅读
- 維基物種上的相關：林氏茜草